# Broken Rules
Broken Rules ist ein österreichischer Videospieleentwickler und Publisher mit Sitz in Wien. Das Unternehmen wurde 2009 gegründet und operiert seit 2014 als projektbasierter Zusammenschluss der Mitglieder. Bekanntheit erlangte es durch preisgekrönte Spiele wie And Yet It Moves, Old Man’s Journey, ELOH und Gibbon – Beyond the Trees.

## Geschichte
Broken Rules geht auf ein gemeinsames Bachelorprojekt der Gründer Peter Vorlaufer, Felix Bohatsch und Jan Hackl zurück, aus welchem später das Spiel And Yet It Moves erwuchs. Das Projekt erlangte Aufmerksamkeit, nachdem es einen „Student Showcase Award“ beim Independent Games Festival 2007 gewann, doch erst nach einem Besuch der Game Developers Conference 2007 entschieden die drei sich dazu, es zu einem vollwertigen Spiel weiterzuentwickeln. Nach dessen erfolgreicher Veröffentlichung 2009 wurde das Studio formell gegründet.

### 2009 bis 2013: Turbulente erste Jahre
Auf der E3 2009 erhielt Broken Rules das Angebot ihr Erstlingswerk für die Wii zu portieren. Im Rahmen eines Game Jams wurde Clemens Scott als dezidierter Grafikdesigner rekrutiert. Martin Pichlmair, der das Spiel bereits als Bachelorprojekt mitbetreut hatte, vervollständigte das Team vorerst.
Obwohl der Wii-Port finanziell nicht besonders erfolgreich war, erhielt Broken Rules das Angebot, einen Titel zur Veröffentlichung der Wii U beizusteuern. Chasing Aurora wurde 2012 veröffentlicht war ein kommerzieller Misserfolg, weshalb der Nachfolger Secrets Of Raetikon durch öffentliche Fördergelder, eine Crowdfunding-Kampagne sowie eine Veröffentlichung als Early-Access-Titel finanziert wurde. Auch dieses Spiel erzielte nicht die erhofften Einnahmen, weshalb das Studio kurz vor der Auflösung stand.
Aufgrund der finanziellen Schwierigkeiten und kreativer Differenzen, entschlossen die Gründer sich, das Studio in eine Kooperative umzuwandeln. Die einzelnen Mitglieder arbeiteten nur noch projektweise zusammen und waren sonst mit eigenen Projekten oder als freie Mitarbeiter bei anderen Entwicklern beschäftigt. Die Einnahmen aus den bereits veröffentlichten Spielen sowie Projekte wie den Wii-U-Port von Guacamelee: Super Turbo Championship Edition wurden geteilt.

### Seit 2014: Neuer Fokus
Erst Ende 2014 arbeitete das Team wieder an einem gemeinsamen Projekt, das 2017 als Old Man's Journey veröffentlicht wurde. Die Entwicklung wurde erneut durch öffentliche Fördergelder, die Investorenplattform Indie Fund sowie einen Kredit von Bohatschs Eltern finanziert. Das Spiel gewann diverse Preise, darunter den Apple Design Award sowie den Hauptpreis und die Kategorie „Best Visual Design“ der Taipei Game Show. Außerdem war es Teil der „Digital Selection“ der IndieCade und Finalist in der Kategorie „Excellence in Visual Arts“ des Independent Games Festival.
2018 erschien das Puzzlespiel ELOH, welches in Kooperation mit dem Studio Salon Alpin, Designer Christian Baumgartner und Komponist Andrew Rohrmann entstand. Mit diesem Spiel gelang es erneut den Apple Design Award zu gewinnen. Anschließend erhielt Broken Rules das Angebot einen Titel für den Apple-Arcade-Abodienst zu entwickeln, wofür sie auf ein zuvor verworfenes Konzept zurückgreifen konnten. Das Studio wuchs für die Entwicklung von Gibbon: Beyond The Trees auf zwischenzeitlich 14 Mitarbeiter an, von denen nach der Veröffentlichung im Jahr 2022 jedoch nur der langjährige Weggefährte Josef Wiesner als festes Teammitglied verblieb. Neben diversen Nominierungen erhielt auch dieser Titel einen Apple Design Award, dieses Mal in der Kategorie „Social Impact“.

## Entwickelte Spiele
| Jahr | Titel                     | Genre            |
| ---- | ------------------------- | ---------------- |
| 2009 | And Yet It Moves          | Jump ’n’ Run     |
| 2012 | Chasing Aurora            |                  |
| 2014 | Secrets of Rætikon        | Action-Adventure |
| 2017 | Old Man’s Journey         | Adventure        |
| 2018 | ELOH                      | Puzzle           |
| 2022 | Gibbon – Beyond the Trees | Action-Adventure |

## zamSpielen
Seit 2011 ist Broken Rules Mitorganisator der Veranstaltungsreihe „zamSpielen“ in Wien, welche Videospielen wieder eine stärkere öffentliche Präsenz verschaffen soll. Das Format wechselt mit den Terminen und reicht von Ausstellungen über Diskussionsrunden, Netzwerkveranstaltungen und exklusiven Präsentationen bis zu Workshops, bei denen beispielsweise gemeinsam Videospielemusik komponiert wird.